# Амузија
Амузија  (од старогрчког - ἄμουσος - amousos   = немузикалност) је губитак способности разумевања или слушања музике, писања и читања нота као последица оштећења темпоралне коре десне хемисфере мозга (у дешњака) због оштећења слуха.

## Опште информације
Уметност и креативност потичу из мозга и зависе од његовог нормалног функционисања. Бројни су мождани механизми укључени у когнитивну обраду музике, укључујући слушање музике, извођење, писање, читање, као и музичка естетика и музичке емоције.
Музика је вишеструки феномен који постоји као универзално наслеђе у свим људским друштвима и током човекове историје. Музика се односи на многе функције мозга, укључујући перцепцију, моторичке способности, когницију, емоције, учење и памћење. Различити региони мозга повезани су са музичком обрадом и продукцијом, укључујући десни предњи и задњи горњи темпорални режањ, десни доњи фронтални кортекс, десни префронтални, билатерални премоторни и билатерални паријетални простори, десни предњи мали мозак, језичне површине, лимбичке структуре.
У болесном мозгу, након мождане трауме, описани су поремећаји у перцепцији или производњи музике, мада се сматрају ретким.
Амузија се као термин користи за означавање бројних поремећаје који отежавају препознавање или репродукцију музичких тонова или ритмова, што заузврат може довести до проблема са писањем или дикцијом. 
Амузија или специфична музичка агнозија, поремећена перцепција музике или њених компонената обично је повезана са лезијама слепоочног режња и претежно се јавља код оштећења десне половине мозга.
Често је амузија удружена са слушном агнозијом, у којој престају да се разликују уобичајени звукови или шумови.
Према пореклу амузија може бити урођена или стечена, и настаје обично након повреде мозга. Пример стечене амузије је Равелов знак, названа по Морису Равелу, француском музичару и композитору (1875—1937), који у последњим годинама свог живота прележао неуролошку болест која је захватила префронтални кортекс мозга и базалне ганглије, узрокујући Верникеову афазију, са великим потешкоћама у читању и писању. Са музичке тачке гледишта, ово је резултовало релативно добро очуваном музичким мишљењем, али са великом афективношћу писања и читања музичких партитура. Постоје музиколози који мисле да би његово најпознатије дело, "Болеро", са својим понављајућим "остинатом", релативним мелодијским сиромаштвом и линеарношћу, био одраз његове болести.
Овај специфични поремећај је често удружен са афазијом, јер је његова повезаност са овом патологијом евидентна у 50% случајева, а неуропатолошка аналогија са тим термином успостављена је пре више од једног века.

## Етиологија
Амузија је у већини случајева узрокована лезијама мозга након можданог удара, али може бити и урођена. У последњим случајевима то је генетски одређено и делимично ослабљеним слабностима перцепције тонова, а не перцепцијом ритма. Случајеви урођене амузије, повезани са поремећајима неуронских мрежа за музику, повезани са структурним варијацијама у фронталном и темпоралном режњу.
Око четири процента људи пати од урођеног облика амузије. 
После можданог удара, око 70% оболелих пати од дефицита у музичком пољу, али та чињеница се не узима у обзир ни дијагностички ни терапеутски, јер је проблем обично секундарни у односу на друге, теже болести и не привлачи одмах пажњу оболелих особа.
Етиологија стечене амузије укључује многе болести и стања која доводе до лезија мозга, укључујући:
- трауматске повреде мозга,
- исхемијски или хеморагијски мождани удар,
- новотворине (тумори),
- јатрогена стања,
- епилепсију,
- инфекције,
- дегенеративне болести.

## Класификација
Један од начина класификације различитих врста амузије заснован је на клиничким променама које они узрокују:
| Врста               | Клинички знак                            |
| ------------------- | ---------------------------------------- |
| Моторна амузија     | Немогућност звиждања или певања          |
| Перцептивна амузија | Немогућност дискриминације тонова        |
| Музичка амнезија    | Немогућност препознавања познатих песама |
| Музичка апраксија   | Немогућност интерпретације музике        |
| Музичка дисграфија  | Немогућност писања музике                |
| Музичка алексија    | Немогућност читања музике                |

Треба нагласити да лингвистичка функција има извесну церебралну доминацију (углавном лева хемисфера) и да лезија због тога производи значајне језичке губитке. Међутим, музику, као формални „језички“ код, сви људи на овај или онај начин не стичу попут језика.

## Дијагноза
Дијагноза се може поставити помоћу Монтреалске батерије тестова за процену амузије.

## Терапија
Успешни третмани нису доступни, јер се ниједан облик лечења није показао ефикасним у лечењу амузије. Даљим истраживањема остаје да се евентуално открије начин лечења.
Једна студија је показала да технике диференцијације тонова имају одређени успех; међутим, биће потребна нова  истраживања о лечењу овог поремећаја  да би се ова техника потврдила као одговарајући третманом.